# A Successful Failure (film, 1917)
Pour les articles homonymes, voir A Successful Failure.
Pour plus de détails, voir Fiche technique et Distribution.
A Successful Failure est un film américain réalisé par Arthur Rosson, sorti en 1917.

## Fiche technique
- Titre original : A Successful Failure
- Réalisation : Arthur Rosson
- Société de production : Triangle Film Corporation
- Société de distribution : Triangle Distributing Corporation
- Pays d’origine :  États-Unis
- Langue originale : anglais américain
- Format : Noir et blanc — 35 mm — 1,33:1 — Muet
- Genre : Comédie
- Durée : 50 minutes
- Dates de sortie :
  - États-Unis : 22 juillet 1917
- Licence : domaine public

## Distribution
- Jack Devereaux
- Winifred Allen
- George Senaut